# Carso Cabernet franc
Il Carso Cabernet franc è un vino DOC la cui produzione è consentita nelle province di Gorizia e Trieste.

## Caratteristiche organolettiche
- colore: rubino, abbastanza intenso
- odore: caratteristico, erbaceo, gradevole
- sapore: asciutto, erbaceo, armonico

## Produzione
Provincia, stagione, volume in ettolitri
- Gorizia  (1996/97)  300,3